# لونجی
لونجی (به ایتالیایی: Longi) یک کومونه در ایتالیا است که در استان مسینا واقع شده‌است.

## خصوصیات
لونجی ۴۲٫۲ کیلومترمربع مساحت و ۱٬۶۱۰ نفر جمعیت دارد و ۶۱۶ متر بالاتر از سطح دریا واقع شده‌است.